# Asociación Internacional de Literatura y Cultura Femenina Hispánica
Fundada en 1974 por la escritora e intelectual costarricense Victoria Urbano, la Asociación de Estudios de Género y Sexualidades (AEGS) es la nueva configuración de la Asociación Internacional de Literatura y Cultura Femenina Hispánica (AILCFH).
La misión de la AEGS es fomentar la difusión, investigación y reflexión crítica sobre las producciones culturales de las Américas y del ámbito ibérico desde los estudios feministas, de género, de sexualidades y desde otras categorías de análisis relevantes para los estudios de género y sexualidades. Se da preferencia a estos estudios en un contexto hispano, pero se realizan también estudios sobre literatura y cine luso-brasileños y latino-estadounidenses.
La Asociación ofrece a la membresía la oportunidad de contar con espacios críticos para la presentación de ponencias, seminarios, mesas redondas, mesas especiales y para la divulgación de la investigación por medio de reuniones y congresos anuales, publicaciones (Revista de Estudios de Género y Sexualidades, circulares y anuncios), Premios "Victoria Urbano" a la investigación y actividad creativa, y medios electrónicos y digitales.